# Молочай абиссинский
Молоча́й абисси́нский (лат. Euphórbia abyssínica) — многолетнее суккулентное древовидное растение; вид рода Молочай (Euphorbia) семейства Молочайные (Euphorbiaceae).

## Распространение
Распространён в Африке: встречается в Джибути, Эритрее, Эфиопии, Сомали и Судане.
Молочай абиссинский — основной древесный молочай Северо-Восточной Африки от Восточного Судана (Красноморские холмы) до Эритреи, Северной Эфиопии и Северного Сомали. Нередко растёт в зарослях кустарника на сухих холмах вместе с драценой омбет (Dracaena ombet) и различными видами акации (Acacia). Растёт также на открытых местах, на довольно сухих, каменистых почвах, в щелях между скал холмов и склонов, в горных сухих и вечнозелёных лесах, в бушах, лесистых и кустарниковых саваннах, на высоте 850—2200 м над уровнем моря. Часто является доминирующем растением.

## Морфология

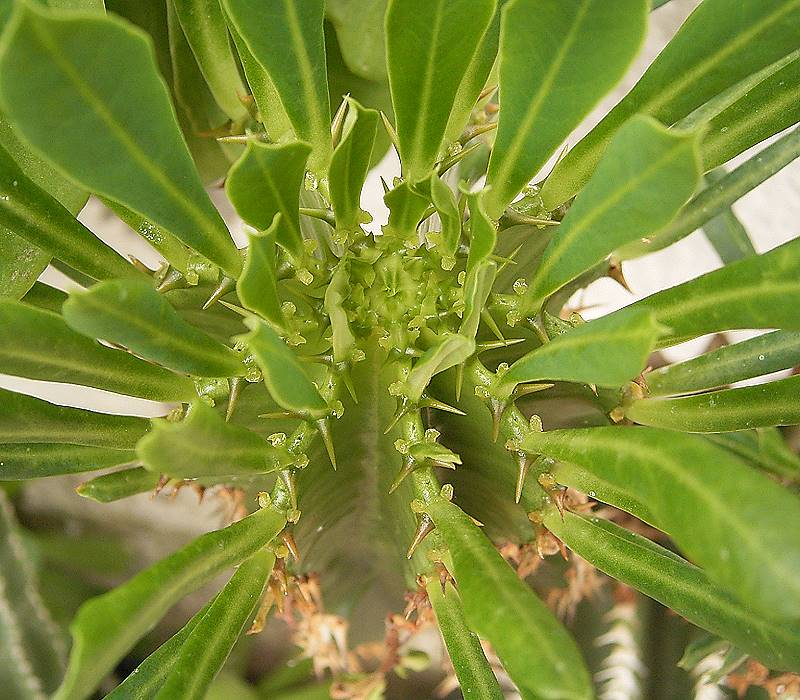
Стебель с листьями, Хайдельберг, Германия

Довольно большое суккулентное дерево, похожее на кактус или канделябр, высотой обычно 4,5 м, но может достигать высоты 9 м, формирующее густую крону из ветвей.
Ствол колоннообразный, с угловатыми ветвями, разделёнными на сегменты по 15 см длиной. Рёбра в числе 4 или 8, очень глубокие, вертикальные или немного искривлённые, с тонкими стенками и волнообразными зубцами на расстоянии 12 мм друг от друга.
Шипы в тесных парах треугольной формы, 7 мм шириной и 1 см длиной, почти касающиеся друг друга, расположены на углах рёбер.
Соцветие из 1—5 циатий 12 мм шириной, цветоножка 5 мм длиной, нектарники эллиптические, жёлтые.
Плод — почти шаровидный трёхорешник, 15 мм длиной и 12 мм шириной, мясистый, белый, потом краснеющий, твёрдый, в зрелости глубоко-бороздчатый. Семена гладкие, почти шаровидные, 4,5 мм длиной и 3,5 мм шириной.
Растение часто покрывается зелёной листвой, особенно когда тепло и влажно.

## Практическое использование
Выращивается в качестве комнатного декоративного растения. Может выращиваться в садах и рокариях в районах с сухим и тёплым климатом. Этот молочай очень засухоустойчив, что делает его одним из любимых комнатных растений. Может расти и при слабой освещённости, хотя предпочитает как можно более яркий свет. Высоко ценится в качестве заграждения, так как легко оправляется от повреждений ветвей.
В 1935-36 годах итальянцы пытались использовать молочай абиссинский для получения бензина из его млечного сока.
Используется для глушения рыбы при ловле её вручную. Пучок травы связывают, смачивают в млечном соке молочая, привязывают к камню и бросают в воду. После этого в течение короткого времени оглушённые рыбы всплывают на поверхность.

## Таксономия
|  |                                      |  |                                                             |                                                             |                      |  | ещё 36 семейств (согласно Системе APG II), в том числе Маковые | ещё 36 семейств (согласно Системе APG II), в том числе Маковые |                         |  |  |  | ещё ≈2000 видов |
|  |                                      |  |                                                             |                                                             |                      |  | ещё 36 семейств (согласно Системе APG II), в том числе Маковые | ещё 36 семейств (согласно Системе APG II), в том числе Маковые |                         |  |  |  | ещё ≈2000 видов |
|  |                                      |  |                                                             | порядок Мальпигиецветные                                    |                      |  |                                                                |                                                                | род Молочай (Euphorbia) |  |  |  |                 |
|  |                                      |  |                                                             | порядок Мальпигиецветные                                    |                      |  |                                                                |                                                                | род Молочай (Euphorbia) |  |  |  |                 |
|  | отдел Цветковые, или Покрытосеменные |  |                                                             |                                                             | семейство Молочайные |  |                                                                |                                                                | вид Молочай абиссинский |  |  |  |                 |
|  | отдел Цветковые, или Покрытосеменные |  |                                                             |                                                             | семейство Молочайные |  |                                                                |                                                                |                         |  |  |  |                 |
|  |                                      |  | ещё 44 порядка цветковых растений (согласно Системе APG II) | ещё 44 порядка цветковых растений (согласно Системе APG II) |                      |  |                                                                | ещё >300 родов                                                 | ещё >300 родов          |  |  |  |                 |
|  |                                      |  |                                                             | ещё 44 порядка цветковых растений (согласно Системе APG II) |                      |  |                                                                |                                                                | ещё >300 родов          |  |  |  |                 |